# Deville (Band)
Deville ist eine schwedische Stoner-Rock-Band aus Malmö, die 2003 gegründet wurde.

## Geschichte
Die Band wurde im Jahr 2003 gegründet und bestand aus dem Bassisten Markus Åkesson, der sich zuvor eine längere Zeit in Australien aufgehalten hatte, dem Gitarristen und Sänger Martin Hambitzer, der vorher in einer Pop-Band tätig gewesen war, und dem Gitarristen und Sänger Andreas Bengtsson. Benannt wurde die Band nach dem Cadillac DeVille. Über Daredevil Records erschien Ende 2005 eine Split-Veröffentlichung mit Sergej the Freak namens Sergej the Freak meets Deville. 2007 unterzeichnete die Band einen Vertrag bei Buzzville Records. Im Dezember 2007 erschien hierüber in den Beneluxstaaten das Debütalbum Come Heavy Sleep, das 2006 und 2007 aufgenommen worden war. In den restlichen Teilen Europas und den USA erschien das Album Anfang 2008. Im Juni 2009 schloss sich das zweite Album Hail the Black Sky in Europa und den USA bei Buzzville Records an. Danach ging die Gruppe weiter auf Tour durch Europa. 2011 und 2012 schrieb Deville am nächsten Album namens Hydra. Nach den Aufnahmen verließ Hambitzer die Besetzung und wurde durch den Gitarristen Jan Persson ersetzt. Nachdem das Album im März 2013 bei Small Stone Records veröffentlicht worden war, verließ Persson die Band im Sommer und wurde durch Andreas Wulkan ersetzt. 2013 und 2014 schlossen sich Auftritte in den USA und Europa an, ehe im Sommer 2015 das Album Make It Belong to Us in den Sunnanå Studios aufgenommen wurde. Abgemischt und produziert wurde das Material vom Schlagzeuger Markus Nilsson. Die Veröffentlichung fand im November bei dem schwedischen Label Fuzzorama Records statt. Der Veröffentlichung war im Oktober eine Tournee zusammen mit Mustasch durch Deutschland und die Schweiz vorangegangen. Seit ihrer Gründung hat die Band über 400 Konzerte in Ländern wie Dänemark, Norwegen, Finnland, den Niederlanden, Belgien, Österreich, Tschechien, Frankreich, Italien, Litauen, Portugal, Griechenland, Spanien, Großbritannien und den USA gespielt.

## Stil
laut.de bezeichnete die Musik als eine Mischung aus Stoner-Rock und -Metal. Come Heavy Sleep lehne sich stark an Black Sabbath an. Auch Hail the Black Sky weise diese Einflüsse auf, sei jedoch melodischer und verarbeite auch Foo-Fighters- und Audioslave-Anleihen. Hydra „setzt zwar immer noch auf einiger Stoner-Riffs, gibt dem Rock-Anteil aber deutlich den Vorzug“. Laut Janne Stark in The Heaviest Encyclopedia of Swedish Hard Rock and Heavy Metal Ever! sei Deville eine Stoner-Band, mit Riffs, die an Les Paul erinnern würden. Der Musik könne man Einflüsse von Black Sabbath, Kyuss und Fu Manchu anhören. Im Interview mit Jörg Staude vom Rock Hard gab Andreas Bengtsson an, dass die Band nicht nur durch Black Sabbath und Soundgarden, sondern auch durch Mastodon und Kvelertak beeinflusst wird.

## Diskografie
- 2005: Sergej the Freak Meets Deville (Split mit Sergej the Freak, Daredevil Records)
- 2007: Come Heavy Sleep (Album, Buzzville Records)
- 2009: Hail the Black Sky (Album, Buzzville Records)
- 2013: Hydra (Album, Small Stone Records)
- 2015: Make It Belong to Us (Album, Fuzzorama Records)
- 2018: Pigs with Gods (Album, Fuzzorama Records)
- 2022: Heavy Lies The Crown (Album, Sixteentimes Music)[5][6]